# Discografia di Alborosie
Questa voce contiene la discografia completa del cantante italiano 
residente in Giamaica Alborosie, conosciuto anche come Stena, voce e leader dei Reggae National Tickets fino al 2000.

## Album in studio
- 2008 - Soul Pirate: European Tour 2008 Limited Edition
- 2008 - Soul Pirate
- 2009 - Escape from Babylon
- 2010 - Escape from Babylon to the Kingdom of Zion
- 2010 - Dub Clash
- 2011 - 2 Times Revolution
- 2013 - Sound the System
- 2013 - Dub the System
- 2016 - Freedom & Fyah
- 2016 - The Rockers
- 2017 - Alborosie presents his Majesty Riddim
- 2017 - Freedom in dub
- 2017 - Soul pirate acoustic
- 2018 - Unbreakable

## Raccolte
- 2010 - Alborosie, Specialist & Friends - Limited Edition
- 2014 - Specialist present Alborosie & Friends

## Singoli
- 2003 - Dash Me Away
- 2004 - Jah Jah Crown
- 2005 - Talk to Dem
- 2006 - Life (feat. Jah Cure)
- 2006 - Herbalist
- 2006 - Call Up Jah
- 2006 - Gal Dem
- 2007 - Right or Wrong
- 2007 - Guess Who's Coming
- 2007 - Free Yourself
- 2007 - Sound Killa / Version
- 2007 - Rastafari Anthem
- 2007 - Inna di Ghetto
- 2007 - One Day
- 2007 - Waan The Ting (feat. Micheal Rose)
- 2007 - Precious (feat. U-Roy)
- 2007 - Police
- 2007 - Slam Bam
- 2007 - Kingston Town
- 2008 - Always
- 2008 - I Am
- 2008 - Informer (feat. Lady Ann)
- 2008 - I Don't Want Let U Go (feat. Nicky Burt)
- 2008 - Blessing (feat. Etana)
- 2010 - Rakkas dem no like you
- 2011 - Respect Yourself (feat. Junior Reid)
- 2012 - Rainy Day
- 2013 - Dub the Dancehall
- 2015 - Poser
- 2015 - Rocky Road

## Collaborazioni
- 2001 - Sottotono - Spirituality
- 2004 - Ky-Mani Marley - Burning & Lootin
- 2006 - Zoe - Is Dis Love
- 2006 - Smoke - Angel
- 2006 - Nadine - Don't Lie
- 2006 - Jah Cure - Life
- 2006 - Luciano - Tribal War
- 2007 - Fabri Fibra - Un'altra chance
- 2007 - Black Twang - Stop 'n Search
- 2007 - Nikki Burt - I Don't Want To Lose You
- 2007 - Gentleman - Celebration
- 2007 - Sizzla - Meditation
- 2007 - Jimmy Cozier - Just Cause
- 2007 - Ky-Mani Marley - Streets
- 2007 - U-Roy - Precious
- 2008 - Busy Signal - Murderer
- 2008 - Etana - Blessing
- 2008 - Brusco - Out of the Kitchen
- 2008 - LadyAnn - Informer
- 2008 - Shabba Ranks & Queen Latifah - Ting a Ling (sheng yeng clan remix)
- 2009 - Spiritual - Marathon
- 2009 - Tamlins - Baltimore
- 2009 - I-Eye - Mama Don't Like You
- 2009 - Gramps Morgan - One Sound
- 2009 - Dennis Brown - Can't Stand It
- 2010 - Africa Unite - Pon Di Phone / Reality
- 2010 - Jah Sun - Ganjah Don
- 2010 - Boo Boo Vibration - Rumors
- 2010 - Wendy Rene - Tears
- 2011 - Wiz Khalifa - Still Blazin
- 2011 - Caparezza - Legalize the Premier
- 2016 - Boomdabash - Hustlers Never Sleep
- 2025 - Jake La Furia, Night Skinny - Danza Della Pioggia

## Con i Reggae National Tickets

### Album in studio
- 1996 - Squali
- 1997 - Un affare difficile
- 1998 - Lascia un po' di te
- 1999 - La isla
- 2000 - Roof Club